# TV Excelsior Rio de Janeiro
TV Excelsior Rio de Janeiro foi uma emissora de televisão brasileira sediada na cidade do Rio de Janeiro, Guanabara. Operou no canal 2 VHF e foi a filial carioca da TV Excelsior entre 1º de setembro de 1963 e 30 de setembro de 1970.

## História
Entrou no ar no em 1º de setembro de 1963, resultado da compra do canal 2 VHF do Rio de Janeiro à Rádio Mayrink Veiga, dona da concessão, cujos planos de ter um canal de TV não saíram do papel, dando origem em conjunto a sua matriz à primeira rede de televisão do país a operar no sistema network. Entrou no ar num domingo com o programa O Rio é o Show com apresentação da atriz Maria Fernanda e a presença de vários artistas, como Jorge Ben, Booker Pittman e sua filha Eliana, Sílvio César, Miltinho, Os Cariocas, entre outros.
A programação da emissora se notabilizou pelos shows de comédia e espetáculos musicais de auditório. Dos humorísticos, marcaram a história produções como Times Square, A Cidade Se Diverte, Gira o Mundo Gira (com Chico Anysio), My Fair Show, Vovô Deville (com Dercy Gonçalves). Além de Chico Anysio, os principais comediantes contratados da casa eram os irmãos Walter e Ema D'Ávila, Dorinha Duval, Myriam Pérsia, Castrinho, Roberto Guilherme, Renato Aragão e Paulo Celestino.
Os principais programas de auditório eram os de Flávio Cavalcanti ("Um Instante, Maestro") e de Haroldo de Andrade ("H.A. Show").
A TV Excelsior do Rio foi também responsável por vários programas de esportes como o Telecatch Vulcan, com Ted Boy Marino, Verdugo e Mongol; Dois no Ring e jogos de futebol transmitidos do Maracanã em vídeotape no próprio caminhão da emissora, antes de terminar o segundo tempo (nos anos 60, as emissoras de televisão eram proibidas de transmitir jogos locais ao vivo). Foi na TV Excelsior do Rio que grandes cantores como Elis Regina e Gilberto Gil iniciaram suas carreiras, através de programas como "Dois na Bossa" e "O Brasil Canta no Rio". Inovou no telejornalismo ao lançar o "Jornal de Vanguarda", criado pelo jornalista Fernando Barbosa Lima, que trazia vários locutores e comentaristas. Também lançou programas que se tornaríam célebres em outras emissoras, como o humorístico "Os Adoráveis Trapalhões", com Renato Aragão, Ted Boy Marino, Ivon Curi e Wanderley Cardoso.
Assim como as demais empresas da família Simonsen, a TV Excelsior Rio de Janeiro também foi perseguida pelo regime militar. Como no caso da matriz paulista, a situação financeira da emissora carioca se agravou a partir de agosto de 1969, quando demitiu 43 funcionários, cortou a maioria dos programas, sofreu e perdeu ações trabalhistas, além da torre de transmissão no Morro do Sumaré ter sido destruída por um temporal e deixar o canal 2 fora do ar por várias semanas.
No dia 28 de setembro de 1970, o presidente Médici assinou o decreto
cassando os dois canais da Excelsior. Por determinação do superintendente da emissora carioca, coronel Newton Leitão,a TV Excelsior Rio de Janeiro continuou no ar até a chegada dos funcionários do DENTEL, que desligaram e lacraram seus transmissores em 30 de setembro de 1970,às 17 h.
O canal 2 VHF posteriormente foi outorgado para a TVE Rio de Janeiro, inaugurada em 15 de março de 1975 pelo Governo Federal.